# Костянтинівка (Костянтинівська сільська громада, Херсонська область)
Костянти́нівка — село в Україні, центр Костянтинівської сільської громади Каховського району Херсонської області. Населення становить 1455 осіб. 
Колективне сільськогосподарське підприємство ім. Шевченка. ВАТ «Зоря». Братолюбівський елеватор. Будинок культури. Бібліотека.

## Історія
Станом на 1886 рік у селі Каїрської волості Дніпровського повіту Таврійської губернії мешкало 418 осіб, налічувалось 82 двори, існувала лавка.
14 вересня 2014 у селі невідомі завалили пам'ятник Леніну.
24 лютого 2022 року село тимчасово окуповане російськими військами під час російсько-української війни.

## Населення
Згідно з переписом УРСР 1989 року чисельність наявного населення села становила 1404 особи, з яких 661 чоловік та 743 жінки.
За переписом населення України 2001 року в селі мешкало 1440 осіб.

### Мова
Розподіл населення за рідною мовою за даними перепису 2001 року:
| Мова       | Відсоток |
| ---------- | -------- |
| українська | 96,01 %  |
| російська  | 3,23 %   |
| білоруська | 0,48 %   |
| молдовська | 0,07 %   |
| румунська  | 0,07 %   |
| угорська   | 0,07 %   |
| циганська  | 0,07 %   |

## Народились
- Титова Євдокія Іванівна (23 лютого 1927 — ?) — українська радянська діячка, токар Конотопського електромеханічного заводу «Червоний металіст» Сумської області. Депутат Верховної Ради СРСР 6—7-го скликань.